# Geu jayeoni nege mworago hani
Geu jayeoni nege mworago hani (Koreaans: 그 자연이 네게 뭐라고 하니; Engels: What Does that Nature Say to You) is een Zuid-Koreaanse film uit 2025, geschreven, geregisseerd, gemonteerd en geproduceerd door Hong Sang-soo, die ook zorgde voor het camerawerk en de muziek.

## Verhaal
Donghwa, een jonge dichter, rijdt zijn vriendin, Junhee, van Seoel naar het huis van haar ouders buiten Icheon. Hij is verbaast over de grootte van het huis en de heuvelachtige tuinen. Hij ontmoet haar vader, haar moeder en zus, en ze brengen allemaal een lange dag samen door, gevuld met levendige gesprekken, heerlijk eten en drinken.

## Rolverdeling
| Acteur       | Personage    |
| ------------ | ------------ |
| Ha Seong-guk | Ha Donghwa   |
| Kwon Hae-hyo | Kim Oryeong  |
| Cho Yun-hee  | Choi Sunhee  |
| Kang So-yi   | Kim Junhee   |
| Park Mi-so   | Kim Neunghee |

## Productie
Geu jayeoni nege mworago hani is de 33e speelfilm van de Zuid-Koreaanse filmmaker Hong Sang-soo. De hoofdrollen worden vertolkt door Ha Seong-guk, Kwon Hae-hyo, Cho Yun-hee, Kang So-yi en Park Mi-so, die al meegewerkt hadden aan eerdere films van Hong Sang-soo.

## Release
Geu jayeoni nege mworago hani ging op 20 februari 2025 in première op het Internationaal filmfestival van Berlijn in de competitie voor de Gouden Beer.

## Prijzen en nominaties
De belangrijkste:
| Jaar | Prijs                                   | Categorie   | Genomineerde(n) | Uitslag     |
| ---- | --------------------------------------- | ----------- | --------------- | ----------- |
| 2025 | Internationaal filmfestival van Berlijn | Gouden Beer | Hong Sang-soo   | Genomineerd |